# Liste der denkmalgeschützten Objekte in Piesendorf
Die Liste der denkmalgeschützten Objekte in Piesendorf enthält die 10 denkmalgeschützten, unbeweglichen Objekte der Gemeinde Piesendorf.

## Denkmäler
| Foto |                 | Denkmal                                                                                  | Standort                                       | Beschreibung | Metadaten |
| ---- | --------------- | ---------------------------------------------------------------------------------------- | ---------------------------------------------- | --- | --- |
| ja   | Datei hochladen | Kath. Filialkirche hl. Leonhard HERIS-ID: 52754 Objekt-ID: 60336                         | Aufhausen Standort KG: Aufhausen               | In Aufhausen stand zuerst nur eine hölzerne Kapelle. Um 1525 wurde sie gemauert, 1580 brannte sie ab, nachdem im benachbarten Mußbachgut ein Feuer ausgebrochen war. Die jetzige Kirche stammt aus 1716. 1854 brach im Mußbachgut neuerlich ein Brand aus und ergriff auch die Kirche. Dabei ist der alte Kuppelturm eingestürzt. Die Glocken wurden auch vernichtet. Etwas später wurde ein Spitzturm mit geschwungenen Kanten aufgesetzt. | BDA-Hist.: Q38053984 Status: § 2a Stand der BDA-Liste: 2025-06-30 Name: Kath. Pfarrkirche hl. Leonhard GstNr.: .84 Filialkirche hl. Leonhard, Aufhausen                                    |
| ja   | Datei hochladen | Bauernhaus, Mußbachgut HERIS-ID: 44782 Objekt-ID: 45638                                  | Aufhausen 38 Standort KG: Aufhausen            | Das Bauernhaus mit gemauertem Erdgeschoß und gezimmertem Obergeschoß stammt im Kern aus dem 16. Jahrhundert. | BDA-Hist.: Q38010833 Status: Bescheid Stand der BDA-Liste: 2025-06-30 Name: Bauernhaus, Mußbachgut GstNr.: .88/1 Mußbachgut                                                                |
| ja   | Datei hochladen | Bauernhaus, Ferchlgut HERIS-ID: 36507 Objekt-ID: 35475                                   | östlich Matzenstraße 65 Standort KG: Aufhausen | | BDA-Hist.: Q37970191 Status: Bescheid Stand der BDA-Liste: 2025-06-30 Name: Bauernhaus, Ferchlgut GstNr.: .53                                                                              |
| ja   | Datei hochladen | Gemeindeamt HERIS-ID: 63631 Objekt-ID: 76305                                             | Dorfstraße 15 Standort KG: Piesendorf          | | BDA-Hist.: Q38103926 Status: § 2a Stand der BDA-Liste: 2025-06-30 Name: Gemeindeamt GstNr.: .23, 109 Gemeindehaus, Piesendorf                                                              |
| ja   | Datei hochladen | Mesnerhäusl HERIS-ID: 63632 Objekt-ID: 76306                                             | Dorfstraße 42 Standort KG: Piesendorf          | | BDA-Hist.: Q38103938 Status: § 2a Stand der BDA-Liste: 2025-06-30 Name: Mesnerhäusl GstNr.: .68 Mesnerhäusl, Piesendorf                                                                    |
| BW   | Datei hochladen | Bauernhaus Wastl HERIS-ID: 63661seit 2025                                                | Friedensbach 69 Standort KG: Piesendorf        | | BDA-Hist.: Q135167684 Status: Bescheid Stand der BDA-Liste: 2025-06-30 Name: Bauernhaus Wastl GstNr.: .100/1                                                                               |
| ja   | Datei hochladen | Kath. Pfarrkirche hl. Laurentius HERIS-ID: 52892 Objekt-ID: 60629                        | Kirchenstraße 41 Standort KG: Piesendorf       | Die Kirche geht auf eine vorromanische Saalkirche aus dem 9. oder 10. Jahrhundert zurück. Im 12. oder 13. Jahrhundert wurde sie zu einer romanischen Doppelkirche umgebaut. Kurz nach 1400 wurde die Michaelskapelle an der Südseite angebaut, sie diente von 1715 bis 1989 als Sakristei. In ihr sind Schablonenmalereien vom Beginn des 15. Jahrhunderts erhalten. Die Laurenzikirche selbst wurde Mitte des 15. Jahrhunderts zur gotischen Saalkirche umgebaut und erweitert. 1613 wurde ein neuer Hochaltar errichtet. Es sind nur mehr Reste der alten, gotischen Altäre erhalten geblieben. Zum einen eine Statue der Muttergottes mit Jesukind (um 1520) und zum anderen eine Pietà. | BDA-Hist.: Q38054867 Status: § 2a Stand der BDA-Liste: 2025-06-30 Name: Kath. Pfarrkirche hl. Laurentius GstNr.: .70 Pfarrkirche hl. Laurentius, Piesendorf                                |
| ja   | Datei hochladen | Bauernhaus, Engelbrechtgut HERIS-ID: 36508 Objekt-ID: 35476                              | Schwimmbadstraße 14a Standort KG: Piesendorf   | Das breitgelagerte zweigeschoßige Bauernhaus weist ein gemauertes Erdgeschoß und ein Obergeschoß in Blockbau auf. Bemerkenswert ist das mehrfach gekehlte, kielbogige Portal. | BDA-Hist.: Q37970201 Status: Bescheid Stand der BDA-Liste: 2025-06-30 Name: Bauernhaus, Engelbrechtgut GstNr.: 140/1,140/2                                                                 |
| ja   | Datei hochladen | Ausnahm, Zuhäusl, Engelbrechtgut HERIS-ID: 36509 Objekt-ID: 35477                        | Schwimmbadstraße 95 Standort KG: Piesendorf    | | BDA-Hist.: Q37970209 Status: Bescheid Stand der BDA-Liste: 2025-06-30 Name: Ausnahm, Zuhäusl, Engelbrechtgut GstNr.: .20/2                                                                 |
| ja   | Datei hochladen | Friedhofskreuz HERIS-ID: 63625 Objekt-ID: 76299                                          | Standort KG: Piesendorf                        | | BDA-Hist.: Q38103896 Status: § 2a Stand der BDA-Liste: 2025-06-30 Name: Friedhofskreuz GstNr.: 984/4                                                                                       |
| ja   | Datei hochladen | Kath. Filialkirche hll. Ulrich und Elisabeth in Walchen HERIS-ID: 53284 Objekt-ID: 61159 | Walchen Standort KG: Walchen                   | Von der Kirche am jetzigen Standort ist bereits 1512 die Rede. 1606 brannte sie bis auf die Grundmauern nieder und wurde 1608 wiedererrichtet. Es war nur eine Kapelle mit hölzernem Turm. 1757 wurde sie erneuert und auch gemauert. Die Kirche ist Filialkirche von hl. Laurentius. | BDA-Hist.: Q38056452 Status: § 2a Stand der BDA-Liste: 2025-06-30 Name: Kath. Pfarrkirche hll. Ulrich und Elisabeth in Walchen GstNr.: .27 Filialkirche hll. Ulrich und Elisabeth, Walchen |